# Krzyż Wybitnej Służby (Australia)
Krzyż Wybitnej Służby (ang. Distinguished Service Cross, skr. DSC) – australijskie wojskowe odznaczenie ustanowione 15 stycznia 1991, zastępujące dotychczasowy brytyjski krzyż o identycznej nazwie.
Przyznawane jest za wybitne dowodzenie i przywództwo w akcji („distinguished command and leadership in action”); może być nadane wielokrotnie (oznacza się to za pomocą okuć na wstążce, zwanych po ang. BAR), również pośmiertnie.
Na liście trzech australijskich odznaczeń wojskowych nadawanych za wybitną służbę jest pierwsze w kolejności przed Medalem Wybitnej Służby (DSM) i Pochwałą za Wybitną Służbę.
W australijskiej kolejności starszeństwa odznaczeń zajmuje miejsce bezpośrednio po brytyjskim Towarzyszu Orderu Wybitniej Służby (nadanym do 5 października 1992), a przed australijskim Kawalerze Orderu Australii. Jeśli krzyż został przyznany po ww. dacie, to zajmuje miejsce po australijskiej Gwieździe Odwagi.
Osoby odznaczone tym medalem mają prawo umieszczać po swoim nazwisku litery „DSC”.